# Дуб Карла (созвездие)
Дуб Ка́рла (лат. Robur Carolinum) — отменённое созвездие южного полушария неба.

## Описание
В 1679 году Эдмонд Галлей составил каталог звёзд южного неба (Catalogus Stellarum Australium). В нём он предложил новое созвездие «Дуб Карла» в честь дуба, в листве которого по распространённой легенде прятался Карл II после поражения войск его отца Карла I Оливером Кромвелем в битве при Вустере. Созвездие занимало часть Корабля Арго недалеко от Южного Креста, некоторое время пользовалось популярностью и изображалось в атласах звёздного неба. Однако с окончательным оформлением южной области неба и, в частности, с разделом Корабля Арго на три самостоятельных созвездия было отменено.
В настоящее время часть звёзд созвездия Дуб Карла на рисунке из Атласа звёздного неба Яна Гевелия входит в созвездие Киль (ствол и часть кроны), а другая часть — в созвездие Паруса (часть кроны). Самой яркой звездой созвездия была Бета Киля, именуемая в каталоге Гевелия «которая у корня» (лат. Quæ ad Radicem).

## Ссылка
- На Викискладе есть медиафайлы по теме Дуб Карла (созвездие)